# Ida Gawell-Blumenthal

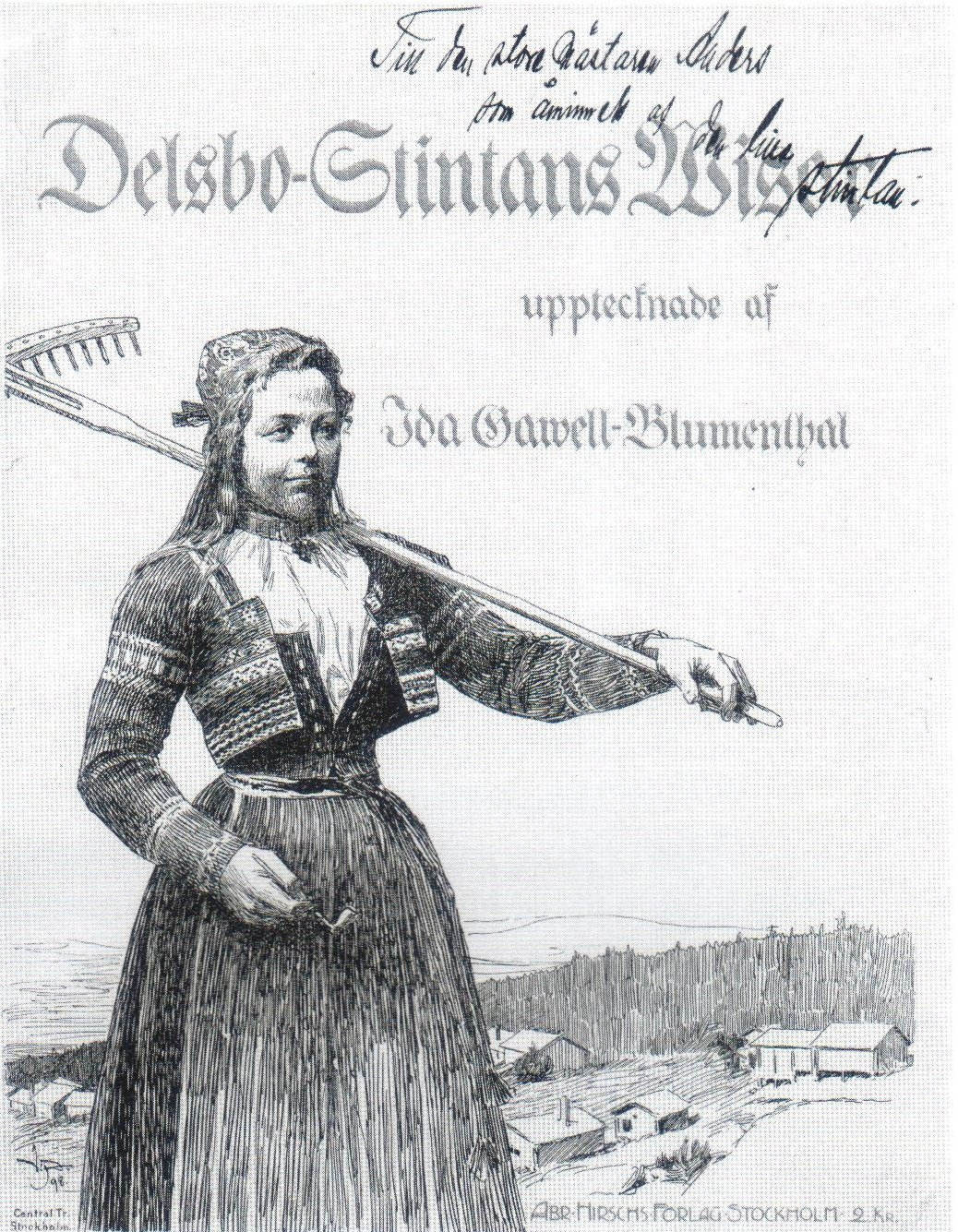
Omslag till en samling visor publicerad 1898.

Ida Albertina Gawell-Blumenthal, född Gawell 4 november 1869 i Arbrå socken i Hälsingland, död 14 maj 1953 i Stockholm, var en svensk författare, berättare och vissångerska, känd under namnet Delsbostintan.

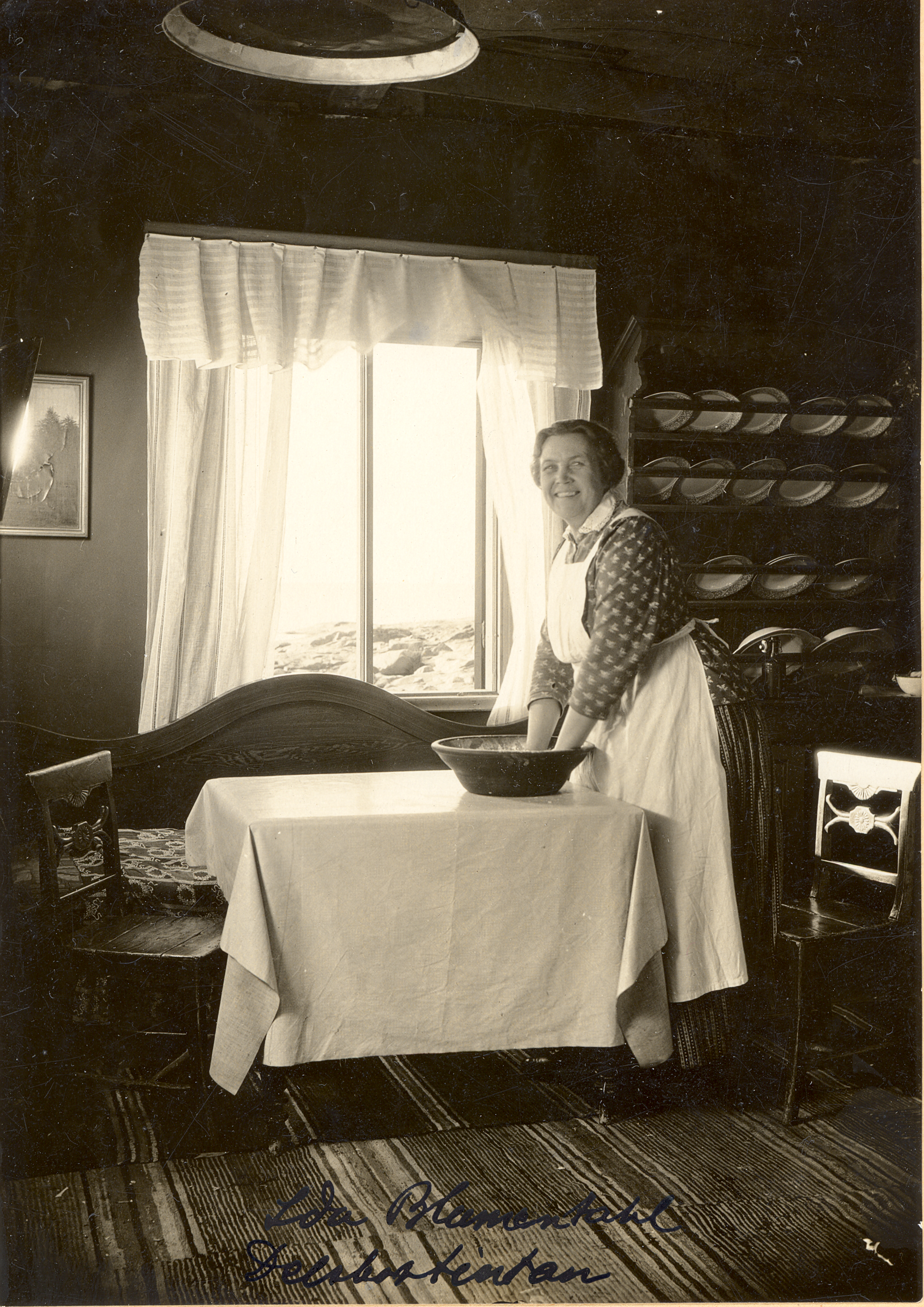
Ida "Delsbostintan" Gawell-Blumenthal (årtal okänt).
Foto ur Svenskt visarkivs samlingar.

## Biografi
Gawell-Blumenthal var dotter till kyrkoherden i Arbrå. Efter skolgång i Gävle var och anställd vid Norrlands-Posten där 1888–1895 och flyttade därefter till Stockholm där hon 1895–1898 genomgick Tekniska skolan.
Hon är mest känd under pseudonymen Delsbostintan, under vilken hon första gången 1895 uppträdde på Skansen som föredragare av folkvisor och berättelser från Hälsingland. Hon turnerade under många år i Norden, och vid två tillfällen i svenskbygderna i USA, som berättare av dråpliga hälsingehistorier, oftast med musikillustrationer på spilåpipa och sång. Hon var en förgrundsfigur inom Gästrike-Hälsinge Gille.
Hon var 1898–1921 gift med läkaren Moritz Blumenthal, som avled 1923.

## Utmärkelser
Ida Gawell-Blumenthal erhöll den kungliga medaljen Litteris et Artibus år 1929. År 2003, vid 50-årsminnet av hennes bortgång 1953, restes en staty av henne på torget i Delsbo.

## Filmografi
- 1923 – En rackarunge
- 1923 – Eld ombord
- 1926 – Fänrik Ståls sägner-del I
- 1926 – Fänrik Ståls sägner-del II
- 1936 – Kungen kommer
- 1944 – Delsbostintan berättar (kortfilm)
- 1944 – Hemma i Hälsingland (kortfilm)
- 1944 – En erfaren husmors råd (kortfilm)
- 1945 – Det var en gång...
- 1949 – Delsbostintan språkar litet om Lång-Lasse (kortfilm)
- 1962 – Fåfängans marknad

### Webbkällor
- Ida Gawell-Blumenthal på Svensk Filmdatabas